# Арапханов, Шейх-Магомед Тахирович
Шейх-Магоме́д Тахи́рович Арапха́нов (род. 2 июня 1976, Чечня) — российский самбист и боец смешанных единоборств, призёр чемпионата России по боевому самбо мастер спорта России по вольной борьбе и боевому самбо, чемпион Европы по смешанным единоборствам по версии FN, чемпион мира по кик-джитсу и универсальному бою.

## Спортивные достижения
- Чемпионат России по боевому самбо 2010 года — ;
- Мастер спорта по вольной борьбе;
- Мастер спорта по боевому самбо;
- Чемпион мира по кик-джитсу;
- Чемпион мира по универсальному бою;
- Победитель международного турнира «Чеченская республика против всего мира»;
- Победитель турнира по боям в смешанном стиле «Кубок Сталинграда 2009»;
- Победитель турнира «Битва на Волге 2009».

## Статистика боёв
| Результат | Дата                 | Турнир                                         | Соперник             | Страна   | Раунд | Время | Метод                                     | Примечание                                                          |
| --------- | -------------------- | ---------------------------------------------- | -------------------- | -------- | ----- | ----- | ----------------------------------------- | ------------------------------------------------------------------- |
| Поражение | 9 марта 2016 года    | ACB 31 - Magomedsharipov vs. Arapkhanov        | Забит Магомедшарипов | Россия   | 1     | 4:19  | Нокаут (удар)                             |                                                                     |
| Победа    | 4 октября 2014 года  | ACB 10 — Coliseum Time                         | Андрей Кошкин        | Россия   | 3     | 5:00  | Единогласное решение                      |                                                                     |
| Поражение | 25 октября 2013 года | Radmer — Radmer 5                              | Герехан Амиров       | Молдова  | 2     | 5:00  | Единогласное решение                      |                                                                     |
| Победа    | 6 июня 2012 года     | M-1 Challenge 33 — Emelianenko vs. Magomedov 2 | Сунай Хамидов        | Болгария | 1     | 2:03  | Техническим нокаутом (остановка доктором) |                                                                     |
| Поражение | 19 ноября 2011 года  | M-1 Challenge 29 — Samoilov vs. Miranda        | Марат Гафуров        | Украина  | 3     | 5:00  | Единогласное решение                      |                                                                     |
| Победа    | 7 мая 2011 года      | CC — Champions Cup                             | Гаджи Гаджиев        | Россия   | 1     | 3:40  | Сабмишном (удушение гильотиной)           |                                                                     |
| Победа    | 6 ноября 2010 года   | MFT — Mix Fight Tournament                     | Иван Загубинога      | Украина  | 1     | 0:52  | Нокаутом (удар)                           | Бой за пояс чемпиона Европы по смешанным единоборствам по версии FN |
| Победа    | 7 мая 2010 года      | MFT — Battle of Volga 3                        | Евгений Фоменко      | Украина  | 1     | 0:00  | Сабмишном (удушение гильотиной)           |                                                                     |
| Победа    | 9 ноября 2009 года   | MFT — Russia’s Cup                             | Рамазан Нурмагомедов | Россия   | 2     | 5:00  | Единогласное решение                      |                                                                     |
| Поражение | 9 ноября 2009 года   | MFT — Russia’s Cup                             | Шахбулат Шамхалаев   | Россия   | 1     | 0:00  | Нокаутом (удар ногой в голову)            |                                                                     |
| Победа    | 7 мая 2009 года      | MFT — Battle of Volga 2                        | Камил Темиров        | Россия   | 1     | 3:27  | Сабмишном (рычаг локтя)                   |                                                                     |
| Победа    | 6 февраля 2009 года  | MFT — Mix Fight Tournament                     | Магомед Гасанов      | Россия   | 2     | 5:00  | Единогласное решение                      |                                                                     |
| Победа    | 25 октября 2008 года | ProFC — President Cup                          | Юрий Ивлев           | Россия   | 1     | 4:34  | Нокаутом (удар)                           |                                                                     |